# Дайго Сайто
Дайго Сайто е японски професионален дрифт пилот. Състезава се в D1 Grand Prix сериите за отбора на Fnatz Professional Garage. Той е първият състезател в този спорт, който е печелил двата най-големи дрифт шампионата – D1 Grand Prix през 2008 г. и Formula Drift през 2012 г.

## Биография
Роден е в префектура Сайтама, Япония на 7 март 1980 г.
От ранна възраст той е влюбен в мотоциклетите подобно на баща си, затова не е странно, че получава книжката си за правоуправление на мотоциклет веднага след навършване на 16-годишна възраст. Една нощ Сайто и приятелите му попадат на дрифт среща на хълмовете на Каруизава. Там той вижда дрифта на бял Mercedes-Benz и се запалзва сам да стане дрифт пилот.
Веднага след като навършва 18 години, взима шофьорска книжка, но баща му не иска синът му да дрифтира и затова му купува Mini Cooper като първа кола. Дайго не знаел, че това не е подходящ автомобил за дрифт и затова опитвал да дрифтира с него – след като разбрал, че автомобилът е напълно неподходящ, веднага се разделил с колата. След това си купил Nissan Silvia S13 без да пита родителите си и първата му сесия в опити за дрифт продължила 36 часа като спирал само за храна и гориво. Сайто научил много от тази първа тренировка, въпреки че унищожил колата си няколко седмици по-късно.
През 2005 г. Сайто печели титлата за начинаещи.
За разлика от повечето пилоти в D1 Grand Prix сериите, работата му не е свързана с основно с дрифта, тъй като той живее и работи в детска ясла. Там се грижи за децата и също така шофира автобуса, когато децата ходят на излети.
Започва да се състезава в D1 Grand Prix сериите в третия кръг на сезон 2004 г. със своята червена Toyota Mark II JZX90. От този момент насам той бързо се развива и печели шампионата през 2008 г.
През 2012 г. Дайго Сайто се присъединява към Formula Drift сериите с автомобил Lexus SC430, задвижван от туин-турбо двигател от „Тойота Супра“.
Получава първия си подиум в първото събитие от сериите на улиците на Лонг Бийч. Завършва на трето място във 2-ри кръг в Атланта, на първото място в 3-ти кръг в Палм Бийч и четвърто място в 4-ти кръг на Wall Speedway. Така той печели шампионата и е обявен за новобранец на годината, след като печели 1-во място в Ъруиндейл по време на седмия кръг.
Дайго Сайто също се състезава в сериите Formula Drift Asia.
Като част от Radial Drift Team, колата му се поддържа и транспортира от Bridges Racing. След събитието в Ню Джърси, колата му заедно с другите автомобили на отбора е транспортирана до Portland Speed Industries (PSI), където е обновена и подготвена за заключителните кръгове от шампионатите.
Сайто завършва на трето място по време на втория си сезон във Formula Drift. Той печели три кръга – Атланта, Ню Джърси и Ъруиндейл, и покрай тях второ място в West Palm Beach.
През 2013 г. катастрофа по време на тренировката му в Сиатъл и проблеми със състезателния му автомобил в Тексас го спират по пътя към спечелването на шампионата за втора поредна година.